# ファインネクス
ファインネクス株式会社は、富山県中新川郡舟橋村に所在する金属線材加工および電子部品製造を行う会社である。社名は、英語のFINE（素晴らしい）とCS（Customer Satisfaction、顧客満足、および、Colleague Satisfaction、社員の幸せという意味）を合成した命名である。
ノートパソコンおよびモバイル向けPGAピン、IC用マイクロピンを、世界一多く生産している。

## 沿革
- 1948年 - 松田秀雄により製縄業のマツダ産業が設立。個人宅の敷地の一部の工場で工業用縄線を機械で編む事業を行っていた。
- 1965年12月 - 固定抵抗器リード線の製造を開始。
- 1969年3月1日 - 東洋産業株式会社として法人化。設立と同時に中古の自動加工機を購入し、金属線材の圧造加工を始めた。
- 1970年10月 - 設計部を新設。
- 1974年1月 - 工機部を新設。
- 1975年12月 - 品質管理部を新設。
- 1986年8月 - 医用機器事業部を新設。
- 1991年10月 - 試作開発部（現製品技術部）を新設。
- 1994年8月 - シンガポールに初の海外事業所『TOYO SANGYO SINGAPORE PTE. LTD.』を設立。
- 1996年8月 - 国際規格（ISO-9002）を認証取得。
- 2000年5月 - 資本金を2億9,967万円に増資。
- 2001年
  - 1月 - 医用機器事業部を閉鎖し、新たに新製品開発部を新設。
  - 4月 - 上条工場を新築。同時に社名を現在のファインネクス株式会社に変更。
  - 9月 - 工機部をファインネクスマシーン株式会社として分社。
  - 12月 - 本社事務所・工場棟を増改築。
- 2002年8月 - 国際規格（ISO9001:2000）を認証取得。
- 2003年
  - 4月 - システム部を新設。
  - 6月 - 上条工場の隣接地にJMT工場を新築。
- 2005年8月 - JMT南工場を新築。
- 2007年9月 - 上条工場を増築。
- 2008年8月 - 国際規格（ISO14001:2004）を認証取得。
- 2011年3月 - ベトナムに現地法人、中華人民共和国の上海市に営業窓口を設ける。

## 事業所
- 本社・本社工場（富山県中新川郡舟橋村舟橋415）
- 上条工場（富山県富山市水橋石割1-8）
- JMT工場（富山県富山市水橋石割1-5）
- JMT南工場（富山県富山市水橋北馬場1-8）
- 東京支店（東京都港区北青山2-12-4）
- 大阪支店（大阪府大阪市淀川区西中島7-4-5）
- 名古屋支店（愛知県名古屋市中村区名駅4-6-23）
- シンガポール現地法人（営業所） FINECS (S) PTE LTD
- ベトナム工場
- 上海古産国際貿易有限公司（中華人民共和国上海市、営業窓口）

## グループ会社
- ティエフシー株式会社（不動産の管理、保全および賃貸）